# Référendums de 2020 en Alaska
Deux référendums ont lieu le 3 novembre 2020 en Alaska. La population est amenée à se prononcer par deux fois :
- Sur le vote à second tour instantané et le financement des campagnes électorales ;
- Sur l'augmentation des taxes sur la production pétrolière.